# دیگزمور (ایلینوی)
دیگزمور (به انگلیسی: Dixmoor) یک روستا در ایالات متحده آمریکا است که در شهرستان کوک (ایلینوی) واقع شده‌است. دیگزمور ۳٫۲۳ کیلومتر مربع مساحت و ۳٬۶۴۴ نفر جمعیت دارد.